# 迪士尼院线动画长片列表
迪士尼院線動畫長片列表收錄的是由華特迪士尼影業集團所製作或發行的動畫電影，該公司隸屬於華特迪士尼公司。
華特迪士尼影業集團負責發行迪士尼所有或非迪士尼所有動畫工作室的電影。下表所列絕的大部分電影都來自華特迪士尼動畫工作室，它最初是華特迪士尼製作公司的動畫長片部門。1937年，該工作室製作了首部動畫長片電影——《白雪公主與七個小矮人》；截至2021年11月，該工作室總共製作動畫長片達60部。 而從1995年的《玩具總動員》開始，華特迪士尼影業集團開始負責皮克斯動畫工作室所製作電影的發行；直至2006年最終將其收購。 2019年，作為收購20世紀福斯電影公司的一部分，華特迪士尼影業集團收購了藍天工作室（現於2021年關閉）和20世紀福斯動畫（現改名為20世紀動畫工作室）；而後者目前是以20世紀影業旗下廠牌的形式出現。
華特迪士尼公司旗下的其他工作室部門也負責院線動畫長片，例如：迪士尼電視動畫公司的電影卡通與影碟首映部門（即迪士尼卡通工作室）和該公司的發行部門，該發行部門負責收購外部公司的動畫長片版權並以華特迪士尼電影、試金石影業、米拉麥克斯影業和二十世紀影業等廠牌進行發行。

## 電影列表
| 華特迪士尼動畫工作室（1937年迄今）                        |   |
| 皮克斯動畫工作室（1995年迄今）                            |   |
| 20世紀福斯動畫（2019年－2020年） 20世紀動畫（2020年迄今） |   |
| 迪士尼卡通工作室（1990年－2015年）                        |   |
| 華特迪士尼電視動畫（1999年－2004年）                      |   |
| 吉卜力工作室（1999年－2014年）                            |   |
| 其他迪士尼工作室                                          |   |
| 第三方工作室                                              |   |
|                                                           |   |
| 真人動畫混合電影                                          | ☆ |
| 由迪士尼發行的非自製電影                                  | △ |

### 已上映
| 電影             | 美国院線首映日期 | 製作工作室           | 製作工作室 |
| ---------------- | ---------------- | -------------------- | ---------- |
| 迪士尼金像獎特輯 | 1937年5月19日    | 華特迪士尼動畫工作室 |            |
| 白雪公主         | 1937年12月21日   | 華特迪士尼動畫工作室 |            |
| 木偶奇遇記       | 1940年2月7日     | 華特迪士尼動畫工作室 |            |
| 幻想曲☆          | 1940年11月13日   | 華特迪士尼動畫工作室 |            |
| 為我奏樂☆        | 1941年6月20日    | 華特迪士尼動畫工作室 |            |
| 小飛象           | 1941年10月23日   | 華特迪士尼動畫工作室 |            |
| 小鹿斑比         | 1942年8月13日    | 華特迪士尼動畫工作室 |            |
| 致候吾友☆        | 1942年8月24日    | 華特迪士尼動畫工作室 |            |
| 空中致勝☆        | 1943年7月17日    | 華特迪士尼動畫工作室 |            |
| 三騎士☆          | 1944年12月21日   | 華特迪士尼動畫工作室 |            |
|                  |                  | 華特迪士尼動畫工作室 |            |
|                  |                  | 華特迪士尼動畫工作室 |            |
|                  |                  | 華特迪士尼動畫工作室 |            |
|                  |                  | 華特迪士尼動畫工作室 |            |
|                  |                  | 華特迪士尼動畫工作室 |            |
|                  |                  | 華特迪士尼動畫工作室 |            |
|                  |                  | 華特迪士尼動畫工作室 |            |
|                  |                  | 華特迪士尼動畫工作室 |            |
|                  |                  | 華特迪士尼動畫工作室 |            |
|                  |                  | 華特迪士尼動畫工作室 |            |
|                  |                  | 華特迪士尼動畫工作室 |            |
|                  |                  | 華特迪士尼動畫工作室 |            |
|                  |                  | 華特迪士尼動畫工作室 |            |
|                  |                  | 華特迪士尼動畫工作室 |            |
|                  |                  | 華特迪士尼動畫工作室 |            |
|                  |                  | 華特迪士尼動畫工作室 |            |
|                  |                  | 華特迪士尼動畫工作室 |            |
|                  |                  | 華特迪士尼動畫工作室 |            |
|                  |                  | 華特迪士尼動畫工作室 |            |
|                  |                  | 華特迪士尼動畫工作室 |            |
|                  |                  | 華特迪士尼動畫工作室 |            |
|                  |                  | 華特迪士尼動畫工作室 |            |
|                  |                  | 華特迪士尼動畫工作室 |            |
|                  |                  | 華特迪士尼動畫工作室 |            |
|                  |                  | 華特迪士尼動畫工作室 |            |
|                  |                  |                      |            |

## 票房記錄
|    | 電影名      | 全球票房       | 製片公司             | 公映年份 | 備註   |
| -- | ----------- | -------------- | -------------------- | -------- | ------ |
| 1  | 獅子王      | $1,663,943,394 | 华特迪士尼影片       | 2019年   | [ 4 ]  |
| 2  | 冰雪奇緣2   | $1,450,026,933 | 華特迪士尼動畫工作室 | 2019年   | [ 5 ]  |
| 3  | 冰雪奇緣    | $1,280,802,282 | 華特迪士尼動畫工作室 | 2013年   | [ 6 ]  |
| 4  | 超人特攻隊2 | $1,242,805,968 | 皮克斯動畫工作室     | 2018年   | [ 7 ]  |
| 5  | 玩具總動員4 | $1,073,394,593 | 皮克斯動畫工作室     | 2019年   | [ 8 ]  |
| 6  | 玩具總動員3 | $1,066,969,703 | 皮克斯動畫工作室     | 2010年   | [ 9 ]  |
| 7  | 海底總動員2 | $1,028,570,889 | 皮克斯動畫工作室     | 2016年   | [ 10 ] |
| 8  | 瘋狂動物城  | $1,023,784,195 | 華特迪士尼動畫工作室 | 2016年   | [ 11 ] |
| 9  | 獅子王      | $968,483,777   | 華特迪士尼動畫工作室 | 1994年   | [ 12 ] |
| 10 | 海底總動員  | $940,335,536   | 皮克斯動畫工作室     | 2003年   | [ 13 ] |

### 發行品牌
- 迪士尼家庭娛樂長片列表（英语：List of Disney feature-length home entertainment releases）
- 迪士尼金庫（英语：Disney Vault）
- 華特迪士尼經典（英语：Walt Disney Classics）

### 腳註
1. ↑  在華特迪士尼公司啟用現名之前，它曾以“迪士尼兄弟卡通工作室”、“華特迪士尼工作室”及“華特迪士尼製作公司”等名稱從事經營活動。
2. 1 2  被列為華特迪士尼動畫工作室的動畫長片要麼是在華特迪士尼製作公司的動畫長片部門所製作，該部門后在1986年後重組為華特迪士尼長片動畫公司並於2006年改為現名；要麼是由其附屬的各家衛星動畫工作室所製作。[1]
3. ↑  本表格內所列舉電影在美國（或非美國地區）的院線首映日期均由華特迪士尼公司所提供。在華特迪士尼公司的整個發展史裡，有許多不同的發行商因為發行它的電影被備受讚譽。1954年之前，其主要發行商為雷電華電影，除了《空中致勝》因被雷電華拒絕而交由聯美發行；1954年之後，其主要發行商為自己旗下的博偉發行，該公司於2007年改名為華特迪士尼工作室電影。同時在1985年之後，迪士尼所發行的絕大部分電影都有華特迪士尼影片的投資。
4. ↑  該片最初由華特迪士尼製作公司發行；后又由雷電華公司發行並與1941年1月29日再度上映。

### 出典
1. ↑  . 華特迪士尼動畫工作室.   [2022-03-29]. （原始内容存档于2013-01-21） （英语）.
2. ↑  Paul R. La Monica. . CNN Money. CNN. 2006-01-25  [2022-03-29]. （原始内容存档于2020-03-03） （英语）.
3. ↑  . 華特迪士尼影業集團.   [2022-03-29]. （原始内容存档于2013-09-29） （英语）.
4. ↑  . Box Office Mojo.   [2022-03-30]. （原始内容存档于2019-10-14） （英语）.
5. ↑  . Box Office Mojo.   [2022-03-30]. （原始内容存档于2019-08-12） （英语）.
6. ↑  . Box Office Mojo.   [2022-03-30]. （原始内容存档于2019-06-01） （英语）.
7. ↑  . Box Office Mojo.   [2022-03-30]. （原始内容存档于2019-07-14） （英语）.
8. ↑  . Box Office Mojo.   [2022-03-30]. （原始内容存档于2019-12-14） （英语）.
9. ↑  . Box Office Mojo.   [2022-03-30]. （原始内容存档于2019-08-12） （英语）.
10. ↑  . Box Office Mojo.   [2022-03-30]. （原始内容存档于2019-08-04） （英语）.
11. ↑  . Box Office Mojo.   [2022-03-30]. （原始内容存档于2019-07-28） （英语）.
12. ↑  . Box Office Mojo.   [2022-03-30] （英语）.
13. ↑  . Box Office Mojo.   [2022-03-30]. （原始内容存档于2019-08-04） （英语）.

## 外部連接
- 劇情長片列表 （页面存档备份，存于）在華特迪士尼動畫工作室（英文）
- 華特迪士尼長片動畫在大卡通資料庫（英文）